# Thetidia volgaria
Thetidia volgaria là một loài bướm đêm trong họ Geometridae.